# Josef Kohaut
Wenzel Josef Thomas Kohaut, född den 4 maj 1738 i Saaz, död förmodligen 1777 i Paris, var en böhmisk tonsättare.
Kohaut inträdde först som trumpetare vid ett kavalleriregemente. Han deserterade från regementet och begav sig till Frankrike, där hans talang på luta skaffade honom plats i prinsens av Conti kapell. På Comédie-Italienne gavs flera av hans operor. Av hans operor uppfördes Klensmeden i Stockholm 1797.